# InkML
InkML ist eine XML-basierte Auszeichnungssprache, mit deren Hilfe Dateneingaben durch einen elektronischen Stift oder Eingabestift beschrieben werden. Die Spezifikation einer Empfehlung wurde im September 2011 vom World Wide Web Consortium (W3C) verabschiedet.
InkML ist ein Teil der W3C Multimodal-Interaction-Activity-Initiative.

## Software
Das Ziel des InkML Toolkit (InkMLTk) ist es, eine Reihe von Werkzeugen zum Arbeiten mit InkML-Dokumenten bereitzustellen.
Das Toolkit umfasst die folgenden Bibliotheken und Werkzeuge:
- InkML-Verarbeitungsbibliotheken, die die W3C InkML-Spezifikation implementieren
- Konvertierungsbibliotheken und -werkzeuge (in und aus anderen Ink- und Bildformaten)
- InkML-Betrachter als Browser-Plugins und
- InkML-Anwendungen, beispielsweise Bildbearbeitungsprogramme

Das Projekt wird als Open-Source-Beitrag von HP Labs aus Indien auf SourceForge bereitgestellt.